# Demonstrativum
Demonstrativum ist ein Begriff der Grammatik, der im weiteren Sinn alle Wörter einschließt, mit denen eine Zeigegeste sprachlich dargestellt werden kann. Diese können zum Verweis auf Gegenstände dienen, die in der Äußerungssituation anwesend sind (Deixis), oder rein innersprachlich als Verweis auf Gegenstände dienen, die zuvor erwähnt wurden (Anaphora).
Die Bezeichnung wird manchmal (in einem engen Sinn) als gleichwertig zu Demonstrativpronomen verstanden, es gibt jedoch auch Adverbien mit derselben Funktion. Der Unterschied liegt darin, dass Pronomina sich auf Personen und Objekte beziehen und Deklinationsformen, etwa für das Merkmal Genus, unterscheiden; Adverbien jedoch bezeichnen abstraktere „Umstände“ und sind grammatisch unveränderlich. Die Unterscheidung Demonstrativadverb / Demonstrativpronomen ist parallel zu den Unterscheidungen zwischen Frageadverb / Fragepronomen sowie Relativadverb / Relativpronomen.
In der Einteilung der Dudengrammatik findet sich die Gruppe der Demonstrativadverbien als Teil einer weiter gefassten Klasse „phorisch-deiktische Adverbien“. Zu diesen gehören auch Wörter, die keine Demonstrativa sind, da sie nur anaphorische Funktion haben können (zum Beispiel: inzwischen, damals).
Beispiele aus dem Deutschen
- dieser / diese / dieses – Demonstrativpronomen
- da / dort – Demonstrativadverb für einen Ort
- so – Demonstrativadverb für eine Eigenschaft oder Art und Weise. (Wie in: „So möchte ich auch tanzen können!“)
- so ein – Konstruktion, mit der man auf Arten von Gegenständen (statt Einzelgegenständen) verweisen kann. Etwa in: „So ein Auto möchte ich auch haben.“ Die Bedeutung des Demonstrativums „so ein“ hierin wird beschrieben als: „...ein Auto, das in gewissen (für die Klassifikation relevanten) Merkmalen diesem Auto gleicht.“[3] Die entsprechende Frageform ist: „Was für ein...“